# Earthsea (minissérie)
Earthsea (no Brasil: O Poder das Trevas ou O Labirinto dos Dragões) é um filme americano-canadense de aventura, drama e fantasia, que foi exibido originalmente como uma minissérie de duas partes pelo Syfy. O elenco tem como destaque Shawn Ashmore, Kristin Kreuk, Isabella Rossellini, Danny Glover e Sebastian Roché.

## Sinopse
Protegido pela Supra Sacerdotisa Thar nas catacumbas de Atuan, o Amuleto da Paz assegurou por séculos em Earthsea, o equilíbrio entre humanos e dragões. Agora, o futuro não parece tão promissor, pois em decorrência de um ataque do rei invasor Tygath, o amuleto foi quebrado e uma das partes sumiu. A única chance de resgatar a paz se concretiza em um jovem ferreiro e aprendiz de mago, Ged. Dos labirintos dos Inominados às câmaras secretas de Earthsea, Ged, a sacerdotisa Tenar e Ogion, enfrentarão perigos fantásticos numa jornada mágica para restaurar a paz e enfrentar o Rei Tygath.

## Elenco
- Shawn Ashmore como Ged
- Kristin Kreuk como Tenar
- Isabella Rossellini como Thar
- Danny Glover como Ogion
- Sebastian Roché como Tygath
- Jennifer Calvert como Kossil
- Chris Gauthier como Vetch
- Mark Hildreth como Jasper
- Alan Scarfe como Archmagus
- Mark Acheson como Gebbeth
- Dave 'Squatch' Ward como Dunian
- Amanda Tapping como Lady Elfarren
- Alessandro Juliani como Skiorch

## Produção
O filme foi produzido pela Hallmark Entertainment em associação com a Bender-Brown Productions. Foi adaptado por Gavin Scott para os produtores executivos Lawrence Bender, Kevin Kelly Brown, Robert Halmi Sr. e Robert Halmi Jr., a partir dos dois primeiros livros do Ciclo de Terramar de Ursula K. Le Guin. A gravações aconteceram em Vancouver.

## Lançamento
Estreou pelo canal Syfy nos dias 13 e 14 de dezembro de 2004, como uma minissérie de duas partes, cada uma com aproximadamente 90 minutos.
Em vários países, a produção foi lançada como filme em DVD, incluindo o Brasil pelas distribuidoras Alpha Filmes (O Poder das Trevas - 2006) e “Lider Fonográfica” (O Labirinto dos Dragões - 2013).

## Resposta da autora
Ursula K. Le Guin criticou duramente a produção: “Muito longe do Earthsea que eu imaginei”. Contestando tanto o uso de atores brancos para seus personagens vermelhos, marrons ou de pele negra, como também o jeito que tinha sido “Cortada para fora do processo”.